# Albatros D.II

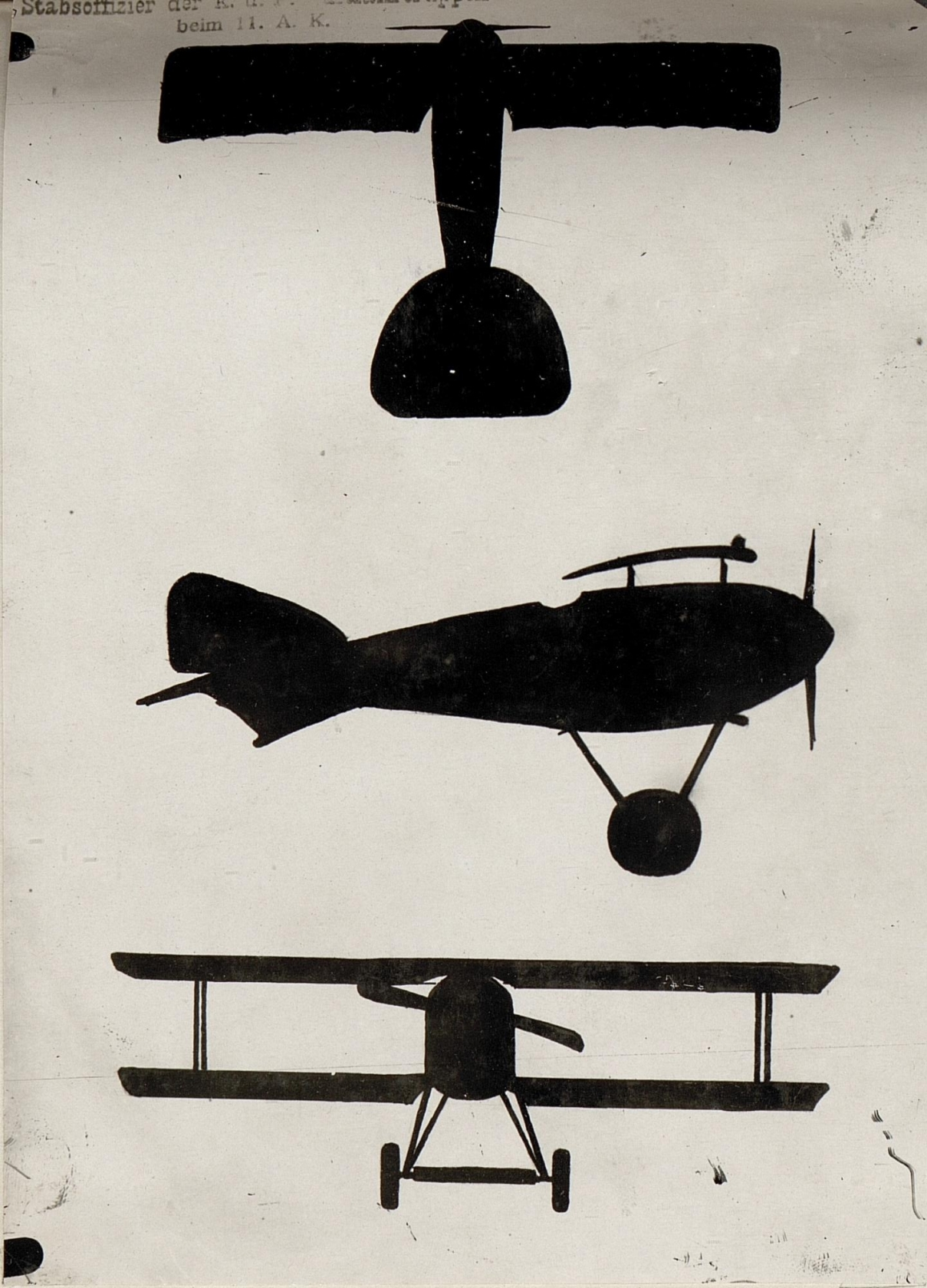
Imagem ilustrativa

O Albatros D.II foi um avião de caça alemão usado durante a Primeira Guerra Mundial. Depois de uma carreira de combate bem sucedida no início da Jagdstaffeln, foi gradualmente substituído pelo Albatros D.III

## Design e desenvolvimento
Os designers Thelen, Schubert e Gnädig produziram o D.II em resposta a queixas de pilotos sobre a visão ascendente pobre no Albatros D.I. A solução foi reposicionar a asa superior 36 cm mais próxima da fuselagem e cambalear a frente ligeiramente. O arranjo dos cabos também melhorou a visão para a frente. O D.II manteve de outra forma a mesma fuselagem, instalação do motor e armamento como o D.I. O desempenho básico permaneceu inalterado. O Idflieg (Inspektion der Fliegertruppen - "Inspetoria da Tropa Voadora"), ordenou um lote inicial de 100 aeronaves D.II em agosto de 1916.

## História operacional
D.IIs formaram parte do equipamento inicial da Jagdstaffel (Jasta) 2, o primeiro esquadrão de combate especializado no serviço aéreo alemão. Pilotos famosos incluíram Hauptmann Oswald Boelcke (primeiro comandante do Jasta 2) e Manfred von Richthofen. Com a sua alta velocidade e seu armamento pesado, o D.II conquistou a superioridade aérea dos modelos de combatentes Aliados, como o Airco DH.2 e o Nieuport 17.
A Albatros construiu 200 aeronaves D.II. LVG (Luft-Verkehrs-Gesellschaft) produziu mais 75 sob licença. Os números de serviço atingiram o pico em janeiro de 1917, quando 214 máquinas estavam em serviço. O D.II operou bem em 1917. Até 30 de junho de 1917, 72 aeronaves estavam no inventário da linha de frente e até em 11 de novembro D.IIs e 9 D.Is ainda estavam em serviço, ao lado do agora muito mais numeroso D.III e D.V. 
Oeffag (Oesterreichische Flugzeugfabrik AG) também construiu o D.II sob licença, como o Oeffag Va.53, para a Luftfahrtruppen. As máquinas austríacas usaram um motor Austro-Daimler de 138 kW (185 hp) e foram equipados com um radiador montado em asa Teves und Braun. A Oeffag produziu apenas 16 exemplos antes da produção ter mudado para o Albatros D.III.

## Operadores
Áustria-Hungria
- Força Aérea do Império Austro-Húngaro

 Império Alemão
- Luftstreitkräfte

 Polônia
- Força Aérea Polaca operou este modelo no pós guerra.

 Turquia
- Forças de aviação do Império Otomano